# 阿貝爾·費拉拉
阿貝爾·費拉拉（英語：Abel Ferrara；1951年7月19日—）是旅居羅馬的美國電影工作者，他執導的電影以激進與爭議題材聞名。

## 生平
阿貝爾·費拉拉出生在布朗克斯一個信奉天主教的愛爾蘭與義大利後裔家庭，天主教背景影響了許多他電影題材；2007年，他正式皈依佛教。
他曾以《死亡遊戲》（1993）、《江湖白事》（1996）、《新玫瑰旅館》（1998）、《瑪利亞再生》（2005）、《四點四十四地球上的最後一日》（2011）與《帕索里尼》（2014）六度進入威尼斯影展正式競賽單元，並以《瑪利亞再生》於第62屆威尼斯影展獲得評審團特別獎；另外，1993年他執導的《異形基地》獲選為第46屆坎城影展正式競賽片，他也分別以《夜癮》（1995）與《西伯利亞》（2020）二度進入柏林影展正式競賽單元。
費拉拉在九一一事件後移居義大利羅馬，因為他認為在歐洲為他電影計畫找資金較為容易。

## 電影作品
- 1976年：《九命濕逼》（9 Lives of a Wet Pussy）
- 1979年：《電鑽殺手》（The Driller Killer）
- 1981年：《四五口徑女郎》（Ms .45）
- 1984年：《恐懼市》（Fear City）
- 1986年：《午夜角鬥士（英语：The Gladiator (1986 film)）》（The Gladiator；電視電影）
- 1987年：《中國女孩（英语：China Girl (1987 film)）》（China Girl）
- 1989年：《逐殺連環》（Cat Chaser）
- 1990年：《紐約王》（King of New York）
- 1992年：《流氓幹探》（Bad Lieutenant）
- 1993年：
  - 《異形基地（英语：Body Snatchers (1993 film)）》（Body Snatchers）
  - 《死亡遊戲（英语：Dangerous Game (1993 film)）》（Dangerous Game）
- 1995年：《夜癮》（The Addiction）
- 1996年：《江湖白事》（The Funeral）
- 1997年：《絕色驚狂（英语：The Blackout (1997 film)）》（The Blackout）
- 1998年：《新玫瑰旅館（英语：New Rose Hotel (film)）》（New Rose Hotel）
- 2001年：《驚懼聖誕》（'R Xmas）
- 2005年：《瑪利亞再生（英语：Mary (2005 film)）》（Mary）
- 2007年：《戈戈舞的故事》（Go Go Tales）
- 2008年：《雀西酒店》（Chelsea on the Rocks；紀錄片）
- 2011年：《四點四十四地球上的最後一日》（4:44 Last Day on Earth）
- 2014年：
  - 《紐約性愛大亨（英语：Welcome to New York (2014 film)）》（Welcome to New York）
  - 《帕索里尼（英语：Pasolini (film)）》（Pasolini）
- 2017年：
  - 《维托里奥广场（義大利語：Piazza Vittorio (film)）》（Piazza Vittorio，紀錄片）
  - 《活躍在法蘭西現場》（Alive in France；紀錄片）
- 2019年：
  - 《放映情缘（英语：The Projectionist (2019 documentary film)）》（The Projectionist，紀錄片）
  - 《托馬索（英语：Tommaso (2019 film)）》（Tommaso）
- 2020年：
  - 《西伯利亞（英语：Siberia (2020 film)）》（Siberia）
  - 《激盪生活（英语：Sportin' Life (2020 film)）》（Sportin' Life；紀錄片）
- 2021年：《危城行動》（Zeros and Ones）
- 2022年：《畢奧神父（英语：Padre Pio (film)）》（Padre Pio）

## 外部連結
- 阿貝爾·費拉拉在互联网电影资料库（IMDb）上的資料（英文）